# سمك رئوي كوينزلاندي
سمكة قرنية الأسنان أو سمكة الرئة الكوينزلاندية أو سمك رئوي (الاسم العلمي Neoceratodus forsteri)، سمكة نهرية من لحميات الزعانف ورتبة الأسماك الرئوية. موطنها أستراليا.